# Hédi Mekni
Hédi Mekni (arabe : الهادي الماكني), né le 22 novembre 1972 à Béja, est un homme politique tunisien.
Il est ministre des Domaines de l'État et des Affaires foncières de novembre 2018 à novembre 2019.

## Biographie
Hédi Mekni étudie le droit et suit notamment une formation de juriste.
Par la suite, Hédi Mekni devient conseiller supérieur des services publics du cabinet de Youssef Chahed, puis est nommé directeur des affaires juridiques et foncières au ministère de l'Agriculture.
Hédi Mekni devient ensuite secrétaire général du gouvernement et directeur du cabinet du chef du gouvernement.
Le 5 novembre 2018, lors d'un remaniement ministériel, Chahed lui confie le portefeuille du ministère des Domaines de l'État et des Affaires foncières,.
Il est candidat aux élections législatives de 2019 pour Tahya Tounes et élu député de la circonscription de Béja.